# Remmerstein
Remmerstein (ook: Rammesteyn; Rammerstein) is een voormalig kasteel en huidig landgoed bij Achterberg, gemeente Rhenen in de Nederlandse provincie Utrecht.
Het huis werd in de 15e eeuw voor het eerst vermeld.
Volgens een tekening uit 1731 was het een omgracht en onderkelderd huis van twee bouwlagen met bakstenen tuitgevels en een uitgebouwde ingangspartij en erker.
Ten westen van huize Remmerstein ligt de Paasheuvel met een bos aangelegd als een sterrenbos.
In het midden van de 18e eeuw was Remmerstein in handen van Gijsbert van Brienen, die ook heer van Levendael was en meermalen burgemeester van Rhenen. Hij verkocht het buiten in 1759 aan oud-predikant Cornelius van Engelen. In 1772 verkocht de heer Van Engelen Remmerstein aan Jacob Haksteen, heer van Cadier en Blankenberg, die in Rhenen politiek carrière maakte als vroedschap, schepen en later burgemeester.
In 1809 is Remmerstein in het bezit van de Amsterdammer Theodorus van Effen, die in dat jaar overleed. Zijn vrouw verkocht het buiten in datzelfde jaar aan een drietal heren: Willem de Bruijn, Jacobus van Dorsten en Jacobus de Vaal. Deze drie heren trachtten hun lening af te betalen door de opbrengst van boomkap en de verkoop van puin, van de nog af te breken huizen. Vervolgens wilden zij winst behalen met dit project door de voormalige bosgrond te verkopen als landbouwgrond.
Uiteindelijk werd het land in 1820 voor een veel lagere prijs verkocht dan begroot. Jonkheer Willem Anne Beelaerts van Blokland werd de nieuwe eigenaar.

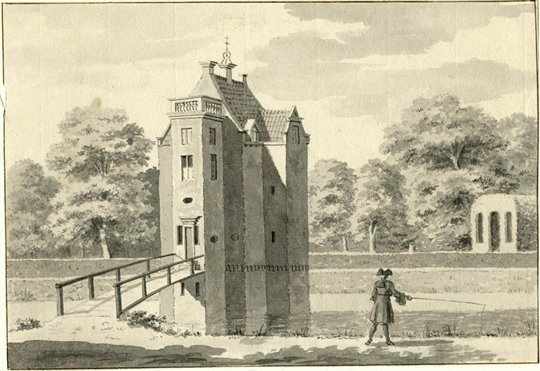
Remmerstein-Serrurier

In 1907 werd Remmerstein gekocht door Maarten Cornelis Philipse, hij liet in 1912 aan de overzijde van de weg een nieuw landhuis bouwen, te midden van de 18e-eeuwse geometrische lanenstructuur.
De heer Philipse was houtvester en rozenkweker, hij huwde in 1911 met Louise Amalia van Hoytema. Zij kregen een dochter An Philipse, die te Rhenen in 1937 trouwde met Samuel Pieter baron Bentinck, die burgemeester was van Abcoude en Soest. Zij kregen twee dochters, die samen tot op heden het landgoed beheren.
Kasteel Ter Aa (Breukelen) ·
Aastein ·
Slot Abcoude ·
Amaliastein ·
Nieuw-Amelisweerd ·
Oud-Amelisweerd ·
Kasteel Amerongen ·
Kasteel Batestein (Harmelen) ·
Kasteel Batestein (Vianen) · 
De Beest ·
Bergestein ·
Beverweerd ·
Blasenburg ·
Blikkenburg ·
Blommesteyn ·
Bolenstein ·
Bolsweerd ·
Bottestein ·
Kasteel Broekhuizen ·
Bruinenburg ·
Huis Cammingha ·
Clarenborg ·
Coelhorst ·
De Batau ·
Dompselaer ·
Huis Doorn ·
Drakenburg (kasteel) ·
Drakensteyn ·
Kasteel Duurstede ·
Huis Ter Eem ·
Eijkelenburg ·
Emmickhuizen ·
Den Engh ·
Essenstein ·
Everstein (Everdingen) ·
Everstein (Jutphaas) ·
Den Eyck ·
Galesloot ·
Kasteel Geerestein ·
Gildenborgh ·
Kasteel Ten Goye ·
Grauwert ·
Grijpestein ·
Groenestein (Langbroek) ·
Kasteel Groeneveld (Baarn) ·
Groenewoude (Woudenberg) ·
Gunterstein ·
Kasteel de Haar ·
Kasteel Hagestein ·
Hamtoren ·
Kasteel Hardenbroek ·
Huis Harmelen ·
Ridderhofstad Heemstede ·
Kasteel Heemstede ·
Heimenberg ·
Heimerstein ·
Huis Herlaar ·
Ter Heul ·
Heulestein ·
Hindersteyn ·
Kasteel Ter Horst (Achterberg) ·
Isselt ·
Kasteel IJsselstein ·
Jagenstein ·
Kersbergen ·
Killestein ·
Kronenburg (kasteel) ·
Kasteel Levendaal ·
Lichtenberg (Woudenberg) ·
Lievendaal (Amerongen) ·
Landgoed Linschoten ·
Kasteel Linschoten ·
Lockhorst ·
Kasteel Loenersloot ·
Kasteel Lunenburg ·
Huis Maarsbergen ·
Marckenburg ·
Ter Meer ·
Ter Mey (Haarzuilens) ·
Huis te Mijdrecht ·
Huis te Mijnden ·
Kasteel Moersbergen ·
Kasteel Montfoort ·
Natewisch ·
Te Nesse ·
Kasteel Nijenrode ·
Nijenstein ·
Nijeveld ·
Noordwijk (Langbroek) ·
Huis te Oosterwijk ·
Oostwaard (Utrecht) ·
Op de Bol ·
Oud-Broekhuizen ·
Ridderhofstad Oudaan ·
Huis Oudegein ·
Oudenhorst ·
Plettenburg (kasteel) ·
Huis De Polle ·
Prattenburg ·
Kasteel Putkop ·
Randenbroek (park) ·
Remmerstein ·
Kasteel Renswoude ·
Rhijnauwen ·
Kasteel Rhijnestein ·
Huis Riebeek ·
Kasteel Rijnenburg ·
Rijnestein ·
Rijneveld ·
Kasteel Rijnhuizen ·
Rijningen ·
Huis Rijnsweerd ·
Rijpickerwaard · 
Kasteel Rijsenburg ·
De Roetert ·
Rumelaar ·
Kasteel Ruwiel ·
Royestein ·
Kasteel Sandenburg ·
Kasteel Schalkwijk ·
Kasteel Schonauwen ·
Schurenburg ·
Snaafburg ·
Snellenburg ·
Paleis Soestdijk ·
Steenhuis (Lopik) ·
Kasteel Sterkenburg ·
Stormerdijk ·
Landgoed Stoutenburg ·
Ten Massche ·
Valkenburg (Rhenen) ·
Huis te Velde ·
Kasteel Veldenstein ·
Hofstede te Vliet ·
Huis te Vleuten ·
Huis te Vliet (Lopik) ·
Huis te Vliet (Oudewater) ·
Vogelpoel ·
Huis te Voorn ·
Vredelant ·
Vronestein ·
Vuijlcop ·
Kasteel Walenburg ·
Wayenstein (Amerongen) ·
Kasteel Weerdenburg ·
Weerdesteyn ·
Weerestein ·
Hof ter Weyde ·
Wickenburgh ·
Wijnestein ·
Wiltenburg (Utrecht) ·
Kasteel van Woerden ·
Huis Woudenberg ·
Huis te Woudenberg (I) ·
Huis te Woudenberg (II) ·
Wulven ·
Kasteel Oud-Wulven ·
Wulvenhorst ·
Slot Zeist ·
Kasteel Zuilenburg ·
Zuileveld ·
Slot Zuylen ·
Huis Zuylenstein